# 나가이즈미정
나가이즈미정(일본어: 長泉町)은 일본 시즈오카현 슨토군의 정이다. 미시마시와 누마즈시 사이에 위치해 공장이 많은 공업 마을이다. 최근에 급속히 택지화가 진행되었다.

## 지리
시즈오카현 동부, 후지산 남동쪽, 이즈반도에 있는 정이다. 옛 스루가국의 최동부에 위치하는 시정촌 중 하나이며, 이즈국 지역인 미시마시와 동쪽으로 접한다. 정역은 남동쪽에서 북서쪽으로 걸치는 형태이며 북서쪽으로 아시타카산을 포함한다. 가노강의 지류인 기세강은 정역을 북쪽에서 남쪽으로 횡단한 뒤 정 서쪽의 경계에서 누마즈시와의 사이를 흐른다.
남동부에는 슨토군 시미즈정의 시가지 및 쌍둥이 도시인 미시마시와 누마즈시의 양 시가지에서 이어지는 일련의 시가지가 형성되어 있고 공업 시설도 집중하고 있다. 도카이도 신칸센 정차역인 미시마역은 미시마시와 나가이즈미정 경계 근처에 위치하고 있어 정의 남동부에서는 고텐바선의 나가이즈미나메리역·시모토가리역·오오카역과 함께 정내로 접근하는 역 중 하나를 이룬다.
북부는 스소노시와의 연결성이 강하고 정내에 있는 나가이즈미나메리역은 스소노시 남부 근처의 역이다. 북서부는 고원이며 관광 시설이 입지하는 것 외에 시즈오카 암센터를 중심으로 선진 의료 산업이 집중된 지구가 형성되어 있다. 또 고급 주택지가 건설되고 있다.

## 역사
- 1888년 4월 1일 - 10개 촌의 합병으로 나가이즈미촌이 성립하였다.
- 1960년 4월 1일 - 나가이즈미정이 되었다.

## 인구
| 연도 | 인구   | ±%     |
| ---- | ------ | ------ |
| 1940 | 8,280  | —      |
| 1950 | 12,084 | +45.9% |
| 1960 | 15,853 | +31.2% |
| 1970 | 27,951 | +76.3% |
| 1980 | 31,423 | +12.4% |
| 1990 | 33,101 | +5.3%  |
| 2000 | 36,169 | +9.3%  |
| 2010 | 40,767 | +12.7% |

## 교통

### 철도
- 도카이 여객철도
  - 도카이도 신칸센
  - 고텐바선

### 도로
- 국도 1호선
- 국도 246호선